# Viaszrepkény
A viaszrepkény (Senecio macroglossus) a fészkesvirágzatúak (Asterales) rendjébe és az őszirózsafélék (Asteraceae) családjába tartozó faj.

## Előfordulása
A viaszrepkény őshonos előfordulási területe Dél-Afrika. A következő országokban találhatók meg a természetes állományai: Botswana, a Dél-afrikai Köztársaság, Lesotho, Namíbia, Mozambik, Szváziföld és Zimbabwe. Ausztrália keleti részére és Új-Zélandra betelepítették ezt a növényfajt.
A viaszrepkényt termesztik is.

## Képek

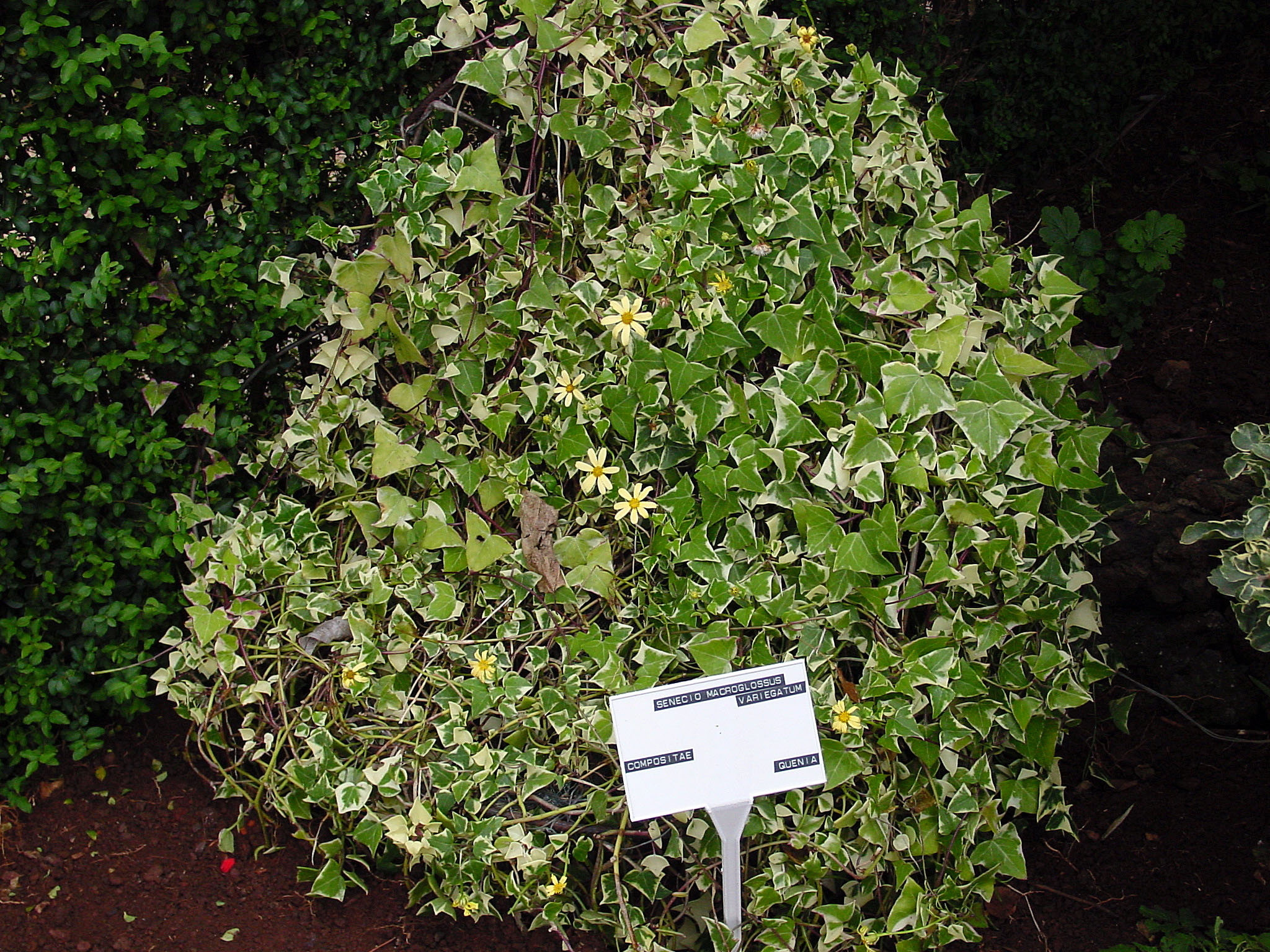
A növény
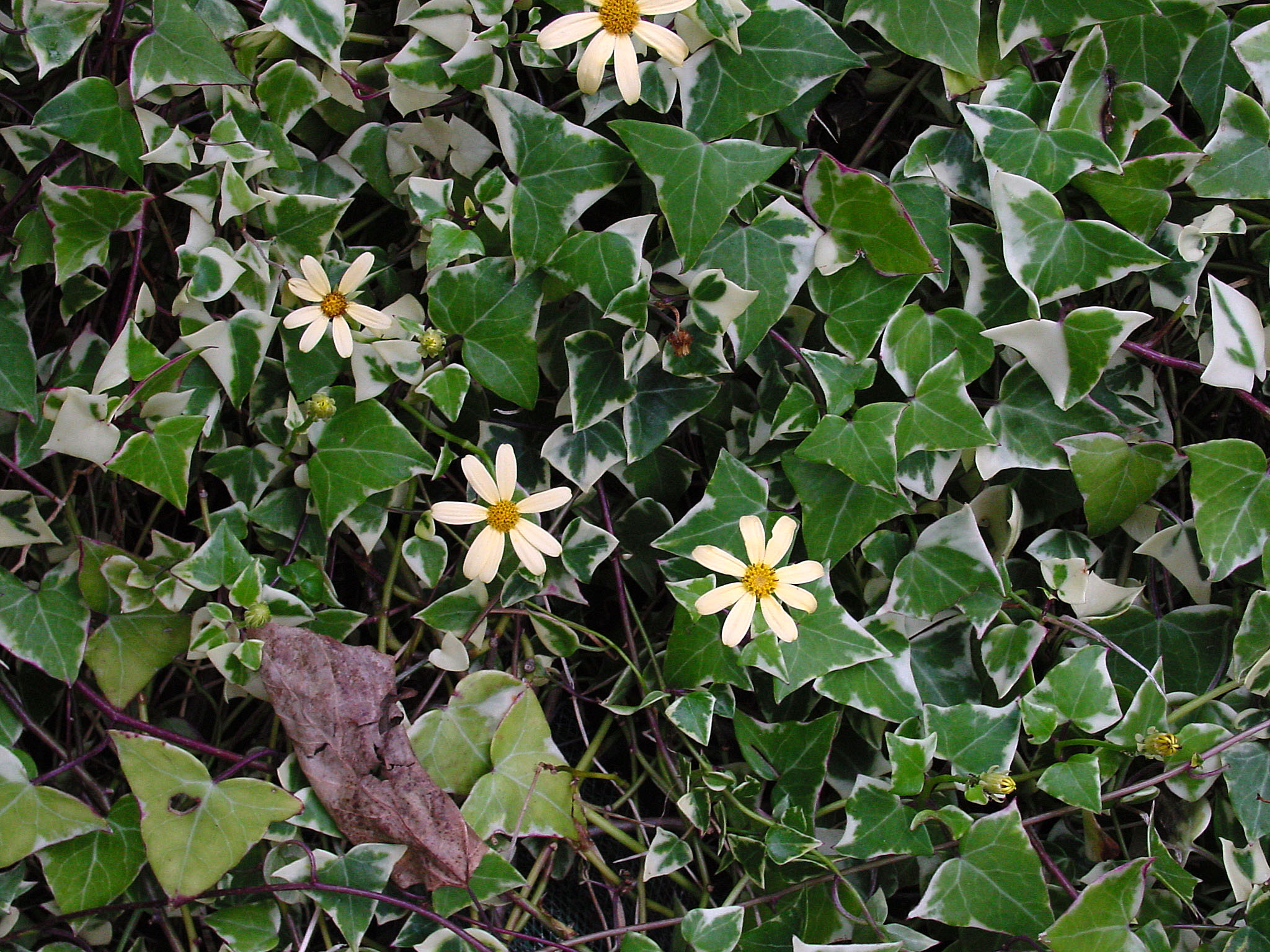
kivirágozva
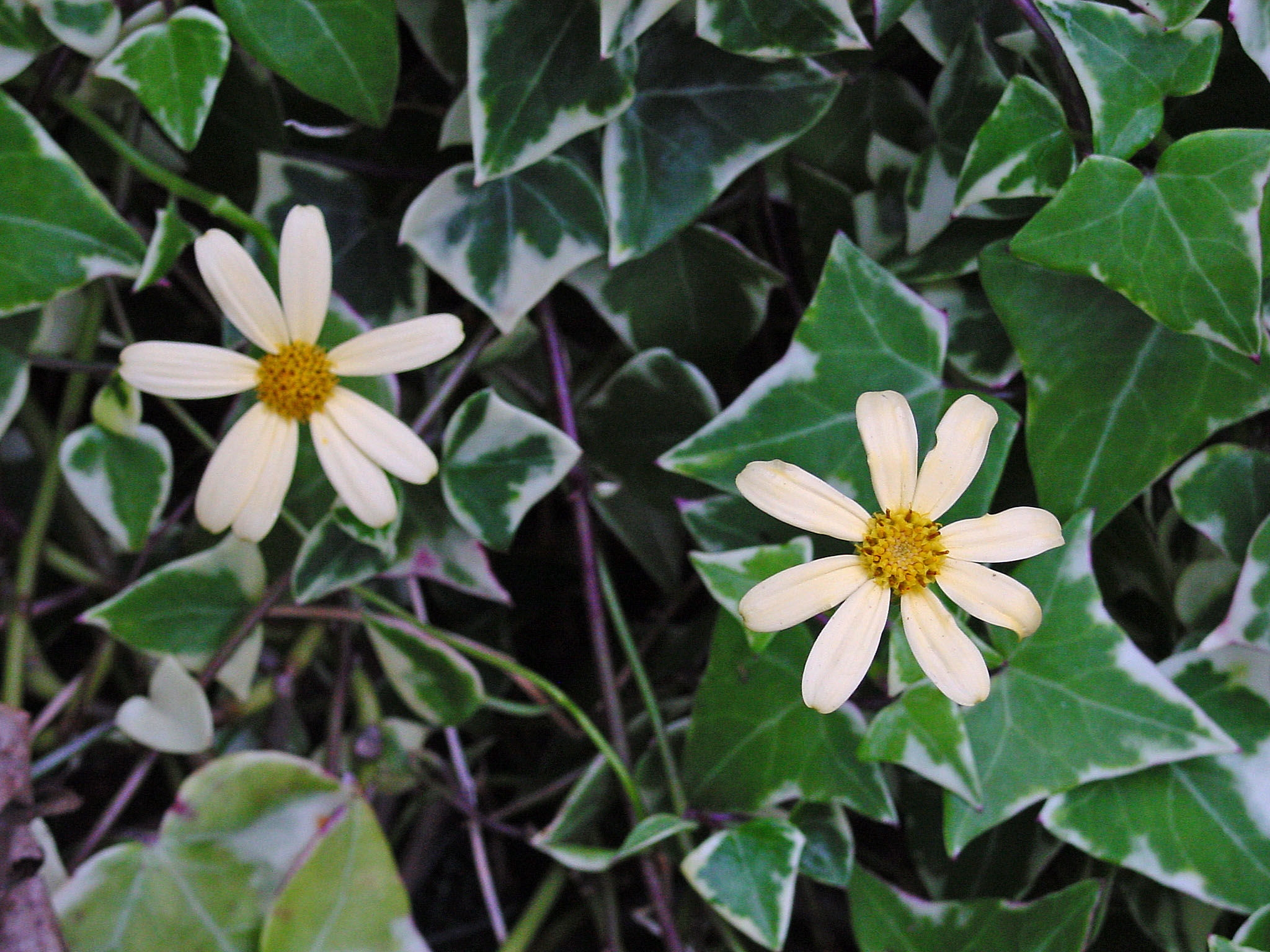
Virágai fehérben
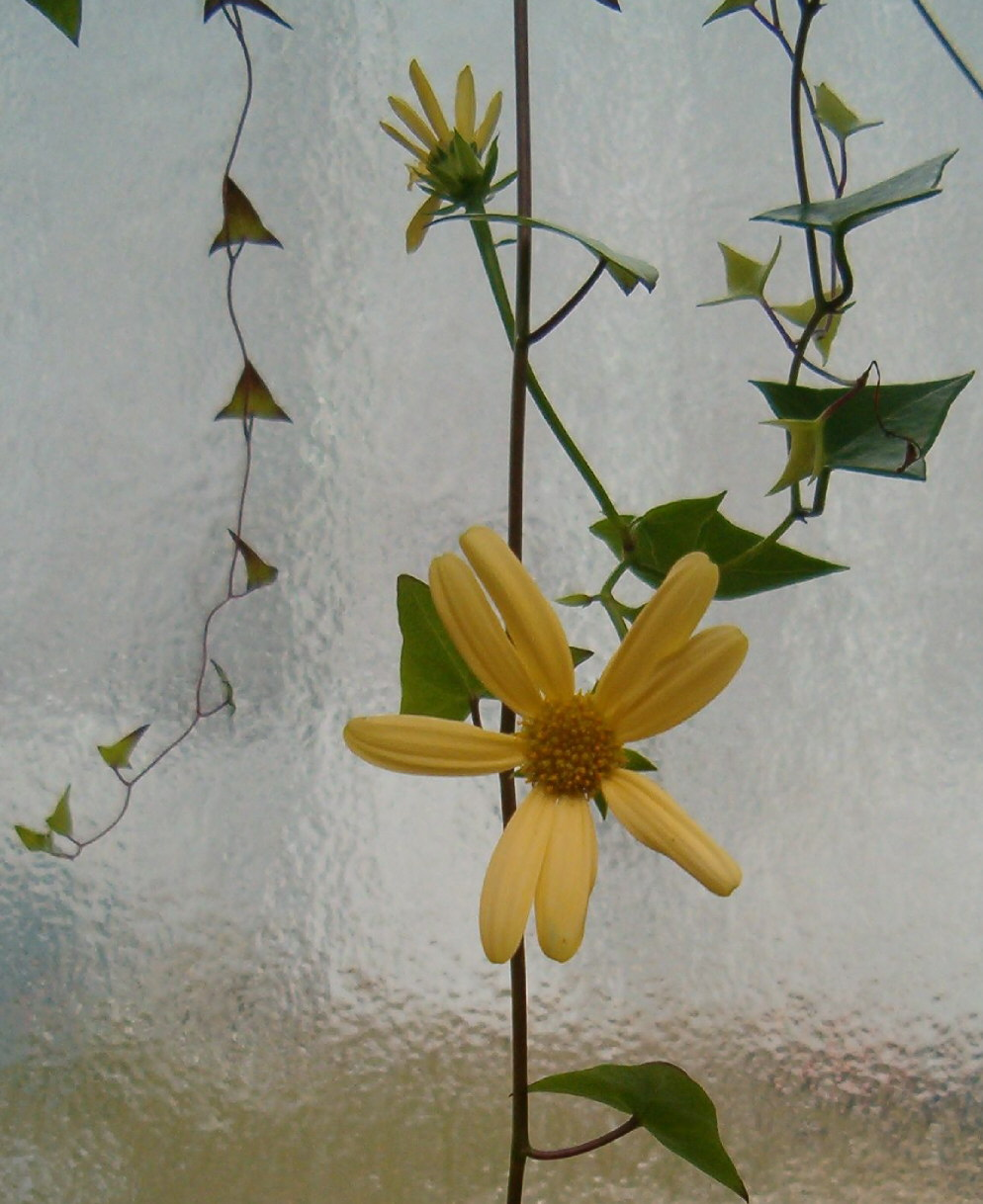
és sárgában
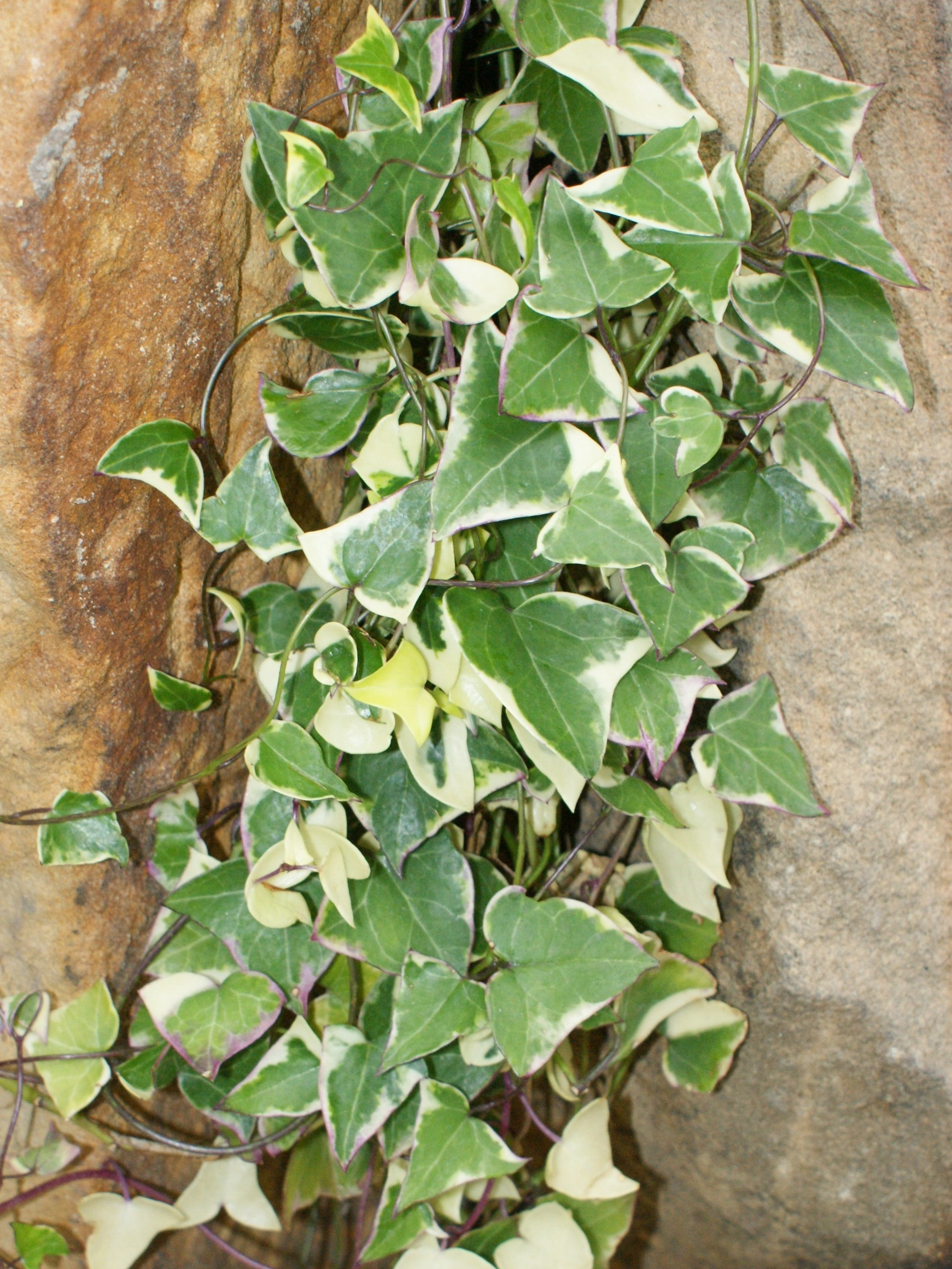
Levelei
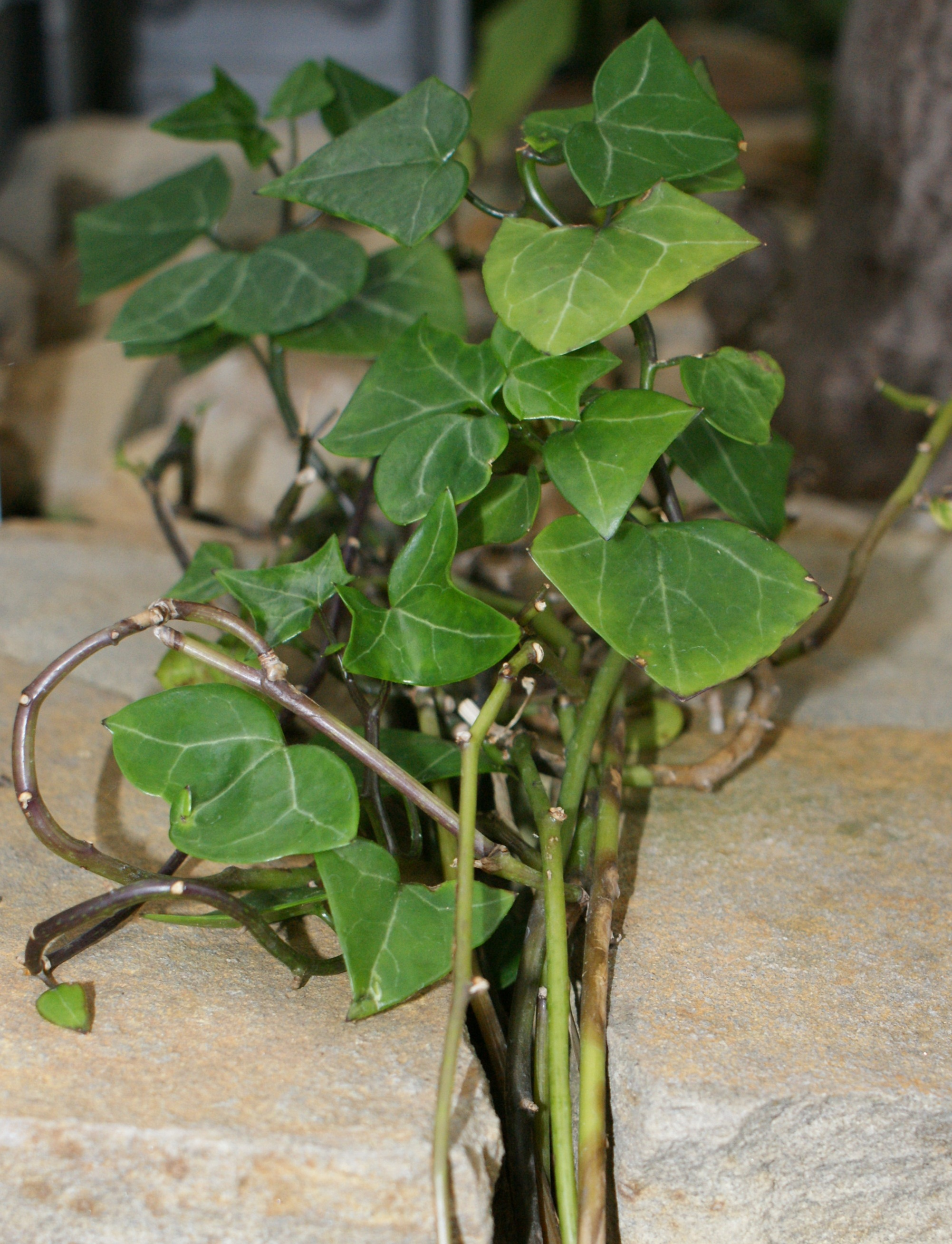